# Maloya

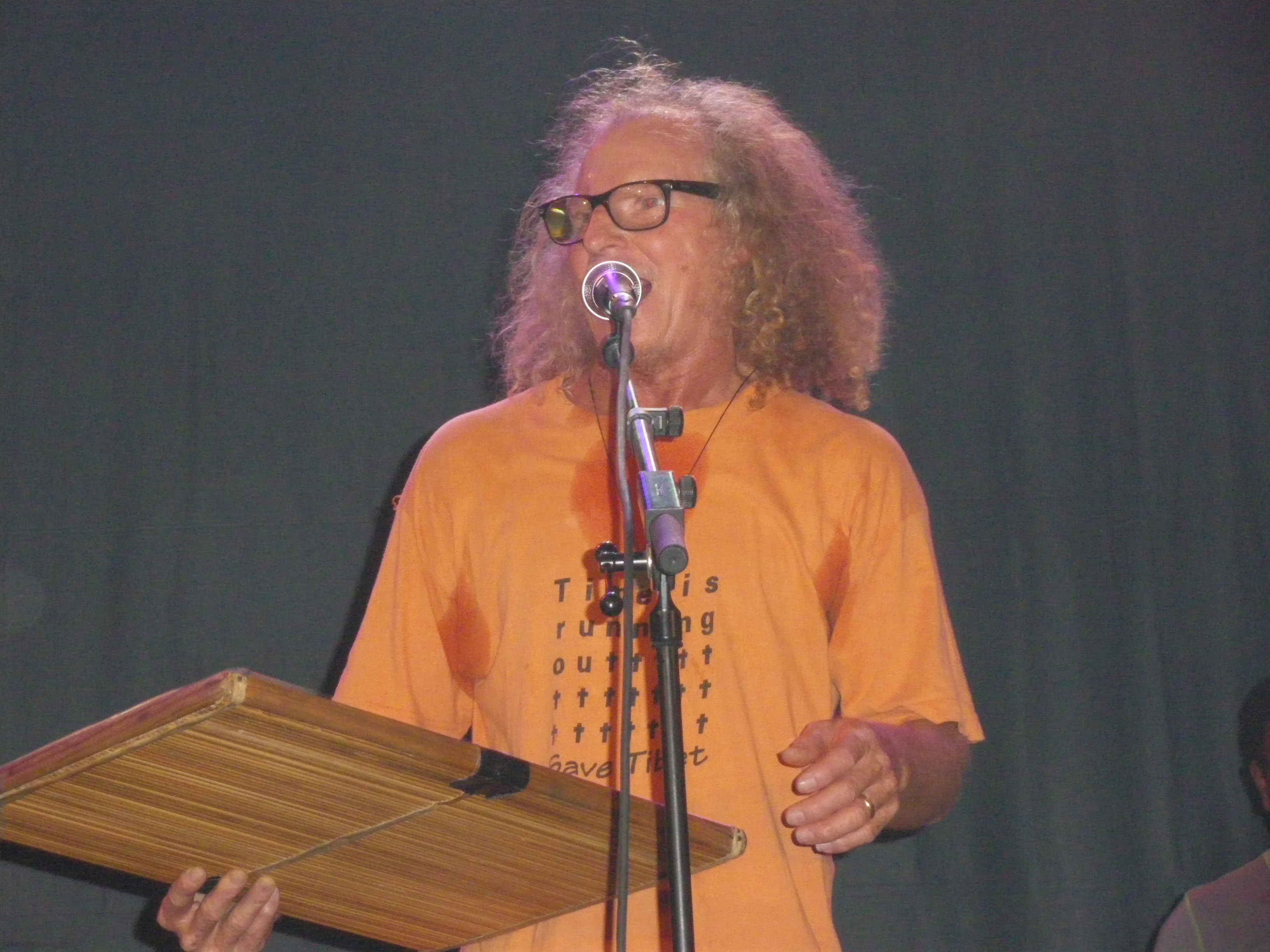
Danyèl Waro, artista Maloya

O Maloya é, com o séga, um dos dois maiores gêneros musicais na ilha da Reunião. A palavra pode descrever a música, o canto, ou a dança.
Esse estilo, cantado em crioulo de Reunião, é uma herança das práticas musicais trazidas pelos escravos, mas também os colonos franceses desde o século XVII. Os instrumentos mais importantes do Maloya são o roulèr e o kayamb. Outros instrumentos frequentes incluem pikèr, sati, e o bobre.
Depois de ser inscrita no inventário do patrimônio cultural imaterial em França, essa prática musical foi classificada em 2009, por a UNESCO, no patrimônio cultural imaterial da humanidade.

## Origens
A palavra “Maloya" tem sentido em vários dialetos africanos, principalmente na África Oriental. Em Moçambique, Maloya significa “encantamento” ou “feitiçaria" ; no Zimbabwe “grande feiticeiro” ; em Bambara : “vergonha” ; em Madagascar, malty aho significa “falar, dizer o que tem que dizer”. Em outros dialetos africanos, pode significar “dor, sofrimento”.
Essa música, além das palavras malgaxes, pode ser acompanhada de onomatopeias a fim de chamar aos espíritos no âmbito ritual das cerimónias prestando homenagens aos antepassados. Para além das homenagens, o Maloya também é uma maneira de troçar dos donos, com algumas palavras em francês. Aqueles donos as vezes receavam aquelas cerimónias e interdiram-nas nas suas explorações. Geralmente, os cantos e a música eram praticados às escondidas, depois do pôr do sol e, frequentemente, marcavam o fim das campanhas açucareiras. Foram lamentações cantadas por um corista, repetias por um couro, com palavras dos seus dialetos antigos. Cantavam e choravam as suas penas e dores, acelerando e abrandado o ritmo da música.
O Maloya tem raízes nos cantos dos escravos da África Oriental, que utilizavam-no como uma maneira de resistir e existir. Foi também cantado depois pelos Malbars (os “coolies” Indianos) e ainda pelos ‘Yab’, os crioulos brancos de origem modesta.

## Política
No fim dos anos 1950, o Maloya foi proibido pela administração francesa, assim como todas as expressões culturais que podiam fomentar um sentimento de independência post-colonial. Maloya era tocado em lugares segredos, como os campos de cana de açúcar, longe das fincas. Naquela altura, possuir os instrumentos assim como o kayamb ou o roulèr era um motivo de castigo.
Graças à organização pelos militantes do “Front de la Jeunesse Autonomiste Réunionnaise” de concertos clandestinos, o Maloya perdurou. Em 1976, o Maloya voltou à ribalta com a edição do primeiro disco de vinil do Firmin Viry. Essa música foi depois perpetuada por artistas como Danyèl Waro, Gramoun Lélé, Ziskakan, …
O Maloya foi inscrito pelo UNESCO no patrimônio cultural imaterial da humanidade em 2009.

## Um papel histórico e cultural
O Maloya, para além de perpetuar a tradição musical, também desempenha um papel de lembrança de eventos históricos na história da escravatura na Reunião. Temos o exemplo do grupo Simangavol, cujo nome se refere à história da primeira escrava na ilha, que fugiu nas montanhas.
O Maloya é muito presente durante as ceremónias do 20 de dezembro, o dia de celebração da abolição da escravatura em 1848.
Para os habitantes da Reunião, o Maloya é o equivalente do “blues” para  os Americanos: permite de expressar a saudade, mas também a alegria de viver e a libertade.

## Instrumentos do Maloya

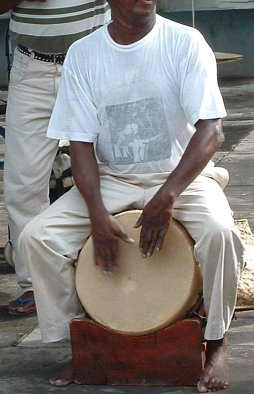
O roulèr

O Maloya é tocado com instrumentos de percussão tradicionais : “roulèr”, “bob”, “kayanm” são os instrumentos principais.
O “roulèr” e uma espécie de tambor, feito com pele de boi, e tocado com duas as mãos. O bob e parecido com o berimbau brasileiro. O “kayanm” é parecido com um conjunto de paus-de-chuva.
Também se toca com instrumentos metálicos como o “sati” e o “pikèr”.
Nas últimas décadas, têm-se acrescentado instrumentos não tradicionais como a guitarra, o djembê, …